# Nerax stigmosus
Nerax stigmosus là một loài ruồi trong họ Asilidae. Nerax stigmosus được Carrera & Andretta miêu tả năm 1950. Loài này phân bố ở vùng Tân nhiệt đới.